# Ciprinodontiforme
Ciprinodontiformele (Cyprinodontiformes) este un ordin de pești osoși teleosteeni de talie mică care se aseamănă cu ciprinidele la aspect și prin prezența dinților faringieni, de unde li se și trage numele (grecescul kyprinos = crap și odont = dinți + cuvântul latin forma = formă), fără să aibă și alte caractere de ordin comune cu ciprinidele. Spre deosebire de ciprinide fălcile lor au dinți și sunt pești fizocliști. Mai multe asemănări au cu scopeliformele, din care probabil derivă. Reprezentanții acestui ordin prezintă multe curiozități anatomice și biologice.
Corpul ciprinodontiformelor este acoperit cu solzi mărunți cicloizi. Mustățile lipsesc; gura este prevăzută cu dinți. Înotătoarele n-au spini. Au singura înotătoare dorsală mai mult sau mai puțin alungită, deplasată în jumătatea posterioară a corpului și așezată la același nivel cu anala, înotătoarele ventrale au o poziție abdominală, mai mult sau mai puțin apropiate de cele pectorale. Înotătoarea caudală rotunjită sau trunchiată, nu este bifurcată. Linia laterală lipsește, dar mugurii senzitivi sunt bine dezvoltați pe cap.  Vezica înotătoare nu comunică cu tubul digestiv (pești fizocliști) sau este absentă. 
Marea majoritate a ciprinodontiformelor trăiesc în apele dulci și salmastre din regiunile tropicale și numai puține sunt răspândite și în zonele temperate. Arealul lor cuprinde tot globul cu excepția Australiei și Antarcticei. Mai multe specii din acest ordin sunt ovovivipare, având organe de acuplare numite gonopodii (înotătoare analele modificate) și la unele dintre acestea există un dimorfism sexual accentuat. Masculii sunt, de obicei, mult mai mici ca femelele. Multe din ciprinodontiforme se hrănesc mai ales cu larve de țânțari și unele specii sunt întrebuințate în combaterea malariei. Pentru frumusețea lor, multe specii sunt crescute în acvarii.
Ordinul ciprinodontiforme cuprinde 10 familii cu 109 de genuri și aproximativ 1013 specii (996 fiind primar dulcicole). În formă fosilă sunt cunoscute începând cu oligocenul. În apele naturale din România există 3 specii introduse: Gambusia holbrooki (gambuzie), Poecilia reticulata (gupi, gupie) și Poecilia sphenops.

## Sistematica
CYPRINODONTIFORMES
- Subordinul Aplocheiloidei
  - Familia Aplocheilidae  - În ape dulci (rar salmastre); Madagascar, Seychelles, Subcontinentul Indian, Sri Lanka și arhipelagul Indo-Malaezian până în Java.
  - Familia Nothobranchiidae - În ape dulci (rar salmastre); Africa continentală (la sud de deșertul Sahara până în Africa de Sud).
  - Familia Rivulidae - În ape dulci (rar salmastre); sudul Floridei, America Centrală până în Uruguay și nord-estul Argentinei.
- Subordinul Cyprinodontoidei
  - Suprafamilia Funduloidea
    - Familia Profundulidae - În ape dulci; America Centrală (Mexic, Guatemala și Honduras).
    - Familia Goodeidae - În ape dulci; Nevada și vestul și centrul Mexicului.
    - Familia Fundulidae - În ape dulci, salmastre și marine (rar hipersaline) din vecinătate țărmului; America de Nord de la sud-estul Canadei până în Yucatan (Mexic), inclusiv în bazinul fluviului Mississippi, Bermude și Cuba.

  - Suprafamilia Valencioidea
    - Familia Valenciidae - În ape dulci; sud-estul Spaniei, Italia și vestul Greciei.

  - Suprafamilia Cyprinodontoidea
    - Familia Cyprinodontidae - În ape dulci, salmastre și marine din vecinătate țărmului; SUA, America Centrală,  Indiile Occidentale, nordul Americii de Sud, Africa de Nord și în regiunea Anatoliană mediteraneană.

  - Suprafamilia Poecilioidea
    - Familia Anablepidae - În ape dulci și salmastre, rar în apele marine din vecinătate țărmului; din sudul Mexicului până în sudul Americii de Sud.
    - Familia Poeciliidae - În ape dulci și salmastre; din estul Statelor Unite până în America de Sud și în Africa (inclusiv Madagascar).